# Семёнкин, Евпл Филиппович
Евпл Фили́ппович Семёнкин (11 августа 1816, Червлённая, Кавказская губерния — 15 января 1895, Ессентуки, Терская область) — русский военный, генерал-лейтенант. Служил в казачьих войсках, герой Кавказской войны. Командир соединений Кавказского линейного казачьего войска и Кубанского казачьего войска, военный администратор.
Из гребенских казаков, служил в Гребенском казачьем полку Кавказского линейного казачьего войска. Участвовал во многих боях Кавказской войны, отличился, в частности, во время сражения на реке Валерик (1840). В 1857 году стал командиром 2-го Хопёрского полка. С 1858 года — начальник Урупской кордонной линии и командир 3-й Урупской бригады (с 1861 года — 5-я бригада Кубанского казачьего войска). В качестве начальника укреплённой линии являлся одним из основателей станиц Зеленчукской, Кардоникской и Преградной. Командовал отрядом, совершившим, как утверждается, первый переход через Марухский перевал Главного Кавказского хребта в Абхазию. Военный атаман Майкопского уезда Кубанской области (1870—1879).

## Биография

### Восточный Кавказ
А вот в чалме один мюрид

В черкеске красной ездит важно,

Конь светло-серый весь кипит,

Он машет, кличет — где отважный?

Кто выдет с ним на смертный бой!..

Сейчас, смотрите: в шапке чёрной

Казак пустился гребенской;

Винтовку выхватил проворно,

Уж близко… выстрел… лёгкий дым…

Эй вы, станичники, за ним…

Что? ранен!.. — Ничего, безделка… —

И завязалась перестрелка…
Родился 11 августа 1816 или 1817 года в станице Червлённой, в старообрядческой семье. Род Семёнкиных относился к числу тех фамилий гребенских казаков, чьё происхождение выводилось от участников Хивинского похода князя А. Бековича-Черкасского в Хивинское ханство в 1717 году: в честь погибших в походе казаков их сыновьям давались прозвища, образованные от имён отцов и впоследствии превратившиеся в фамилии.
Во время Кавказской войны Евпл Семёнкин числился в Гребенском казачьем полку Кавказского линейного казачьего войска. Впервые участвовал в бою в 1834 году, будучи в отряде полковника А. П. Пулло при стычке с чеченцами в районе аула Оркос. В 1836 году принимал участие в преследовании группы горцев на левом (северном) берегу Терека. Осенью 1838 года был в походе от крепости Внезапной к селению Чекрат, затем к горе Суук-Булат и к горе Тусатау в отряде генерал-майора А. П. Крюкова. За отличия в этом походе 1 января 1839 года произведён в урядники.
Упоминается в числе отличившихся в сражении при реке Валерик 11 июля 1840 года, где был ранен. Обстоятельства участия Евпла Семёнкина в этом сражении изложены в Журнале военных действий Чеченского отряда генерал-лейтенанта А. В. Галафеева на левом фланге Кавказской линии за 11 июля:

Когда я возвращался назад к месту главного действия, другая менее значительная, но более дерзновенная партия, отрезанная от своих скопищ чеченцев, выскочивши из лесу и отдалившись от него на значительное расстояние, открыла по конвою моему прицельный ружейный огонь; но командующий тем конвоем есаул Баталкин вместе с состоящим по кавалерии поручиком бароном Фридериксом, с детьми генерал-майора Мусы-Хасаева корнетами: Хасаем и Султаном Мурабом Уцмиевыми, корнетом Абу-Мусселим Каплановым и бакинским беком прапорщиком Казим-Беком Салимхановым, быстро пронеслись между лесом и партиею чеченцев, стремительно напали на оную и почти всех изрубили, при чём особенно отличились урядники: Моздокского линейного казачьего полка Усачёв и Гребенского полка Юпла Семёнкин и Федул Федушкин.
В краеведческой литературе (правда, без достаточного обоснования) встречается мнение, что другой участник сражения на реке Валерик, Михаил Юрьевич Лермонтов, описал удаль Евпла Семёнкина при стычках с неприятелем в стихотворении «Валерик».
9 января 1841 года Семёнкин был в бою с отрядом горцев в 3 тысячи человек у станицы Щедринской. 7 марта получил звание зауряд-хорунжего, 3 ноября — хорунжего (при этом формально в офицерском чине Евпл Семёнкин числился с 11 июня 1840 года, как предполагают современные авторы — вероятно, за бой при Валерике). 12 ноября 1841 года участвовал в разгроме горской партии, возвращавшейся из набега на Кизляр.
В 1846 годы в сборном отряде генерал-лейтенанта Р. К. Фрейтага прошёл от крепости Грозной до основанной за год до этого станицы Сунженской, участвуя в стычках с неприятелем. На следующем этапе похода в бою у аула Эльхетева было уничтожено до двух тейпов: при возвращения отряда на Терек произошло столкновение c силами Шамиля в Миноретском ущелье, после чего русские войска преследовали горцев до Черекского укрепления. 23 апреля в схватке в устье ущелья реки Черек во время отступления кавалерии Шамиля от бывшего Урванского укрепления Семёнкин был ранен. 16 апреля 1846 года ему был присвоен чин сотника, 27 июля — было объявлено именное Высочайшее благоволение в приказе, а 9 декабря он был награждён орденом Святой Анны 3-й степени с бантом.
2 ноября 1848 года участвовал в перестрелке на переправе у Щедринской, когда у конной партии горцев была отбита взятая в ходе набега добыча. В 1849 году — есаул (чин присвоен 27 ноября, старшинство с 1848 года), в 1851 году — войсковой старшина (чин присвоен 12 февраля, старшинство с 30 ноября 1849 года). 10 декабря 1852 года по итогам боевых действий в составе отряда князя А. И. Барятинского награждён орденом Святой Анны 2-й степени. В 1854 году получил пенсию из Инвалидного капитала.
11 февраля 1855 года за отличие в бою против горцев при станице Червлённой 17 ноября 1853 года Семёнкин был награждён золотой шашкой с надписью «За храбрость», на Георгиевской ленте. Партия чеченцев, преследуемая от Кумы по направлению к Тереку казаками Моздокского полка, была обнаружена в районе Белых песков в 35 верстах от Червлённой отрядами, посланными на поиски по приказу командира Гребенского полка полковника барона А. А. Розена. Горцы заняли оборону на высоком песчаном бугре. По описанию исследователя начала XX века Г. А. Ткачёва: «Пока чеченцев занимали выстрелами с одной стороны, войсковой старшина Семёнкин, с наиболее отважными казаками и офицерами, заскакал с другой стороны, быстро спешился и полез на вершину кургана. В то же время бросились на курган и другие». По итогам скоротечного сабельного боя небольшой отряд неприятеля был уничтожен, Семёнкин был назван Розеном в числе наиболее отличившихся. Именно за этот бой он получил золотое оружие.
C 1855-го и до 12 мая 1856 года он пребывал с гвардейским дивизионом в командировке в Варшаве для смены увольняемых домой. 28 июня 1856 года вновь был удостоен Высочайшего благоволения в приказе, за отличие в делах против горцев. Также он был награждён бронзовой медалью «В память войны 1853—1856» на Андреевской ленте, вручавшейся в ознаменование окончания Крымской войны, и серебряной медалью «За покорение Чечни и Дагестана» за участие в боевых действиях в Чечне и Дагестане в 1857—1859 годах, на завершающем этапе Кавказской войны.

### Западный Кавказ

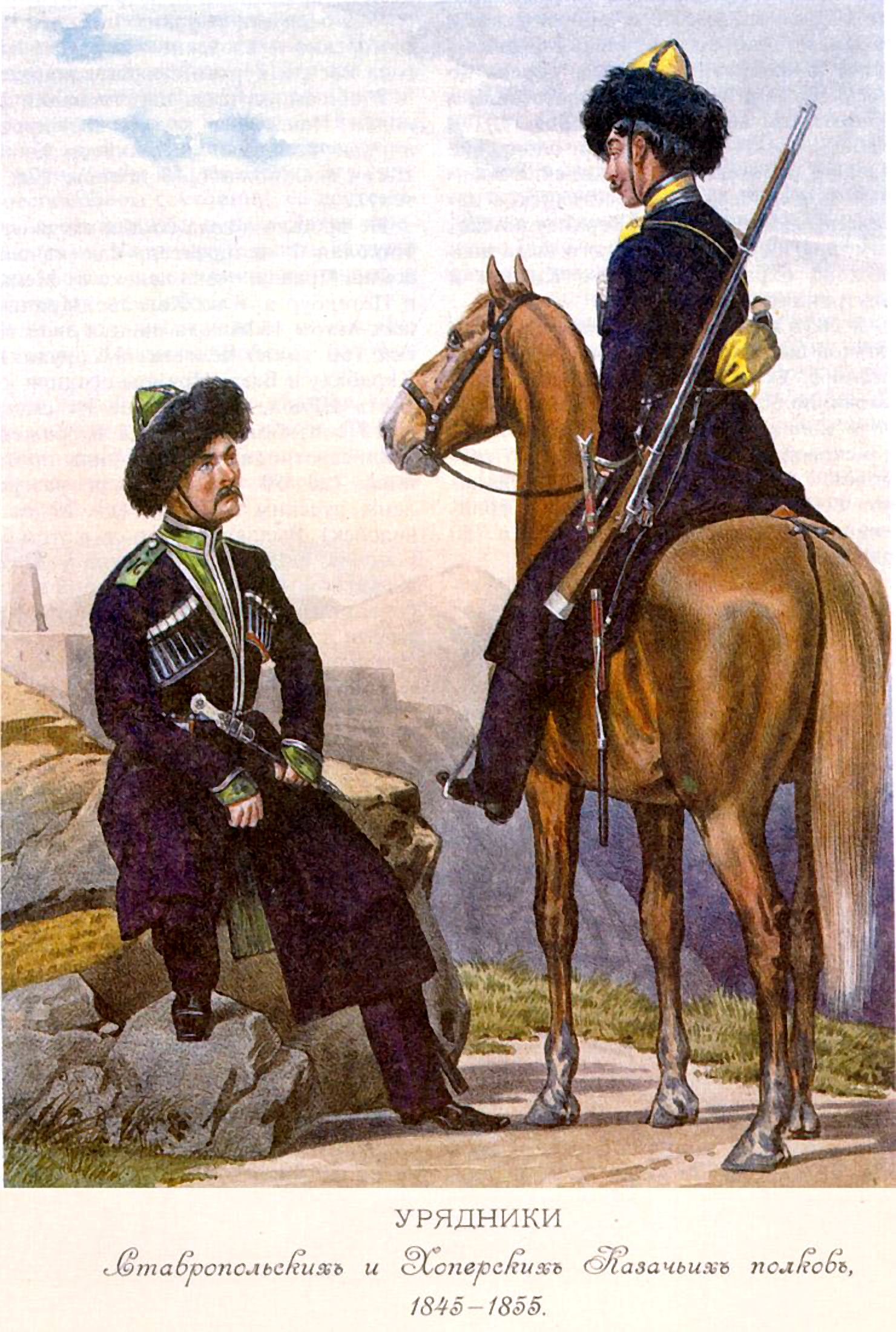
Урядники Ставропольских и Хопёрских казачьих полков, 1845—1855 годы

31 июля 1857 года Семёнкин стал командиром 2-го Хопёрского полка Кавказского линейного казачьего войска. В полк он прибыл в конце сентября. С 8 апреля 1858 года — командир 3-й Урупской бригады линейцев в чине подполковника. Чин был присвоен 14 мая 1858 года, одновременно с этим командир 3-й бригады был назначен начальником Урупской кордонной линии. Штаб Урупской бригады и Урупской кордонной линии находился в станице Отрадной. В состав бригады входили 1-й и 2-й Урупские полки (впоследствии — 18-й и 19-й полки, соответственно). 
Уже 17 мая с отрядом всего в 40 казаков Семёнкин выдержал атаку 200 черкесов. Произошло это при переходе из долины Урупа в станицу Исправную. В момент подъёма на хребет, разделяющий долины Урупа и Большого Зеленчука, отряд командира бригады, состоящий частично из молодых необстрелянных казаков недавно основанной станицы Отрадной, был из засады атакован конной партией горцев. Казаки по приказу подполковника спешились и отвечали ружейным огнём. Поскольку от места боя до Каменномостского укрепления, располагавшегося у моста через Зеленчук, и строящейся станицы Исправной было несколько вёрст, звуки перестрелки там были не слышны, так что Семёнкин принял решение продолжать движение в том направлении, ведя огонь по неприятелю. Всего бой длился более часа, пока противник не отошёл, оставив одного пленного. В ознаменование данного успеха сторожевой пост, устроенный на горе недалеко от места стычки, получил название Непобедимый.
Через несколько недель, 31 мая 1858 года, произошло нападение группы горцев численностью более 500 человек на переселенцев, приступивших к строительству на новом месте станицы Подгорной. Были атакованы повозки с имуществом жителей и перегоняемые ими стада. Подъезжавший в этот момент к станице подполковник Семёнкин организовал отпор силами бывшей с ним сборной сотни Урупской бригады, вначале рассеяв ту часть нападавших, что атаковала транспорт жителей. Затем совместно с сотней 7-й Волгской бригады линейцев он отбил захваченный скот и заставил неприятеля, потерявшего не менее 8 человек, отступить.
В 1859 году Семёнкин в качестве начальника укреплённой линии определил места для строительства двух новых станиц Урупской бригады — Зеленчукской и Кардоникской, заложенных в один и тот же день, 19 апреля 1859 года, солдатами Литовского пехотного полка. 14 июня того же года отряд горцев, насчитывавший до тысячи человек, подошёл к станице Передовой для угона выпущенного на пастбище скота. Ещё одна группа, числом не менее 500 человек, оставалась под прикрытием леса в отдалении. Гарнизон не смог помешать захвату стада, собравшиеся же к Передовой из ближайших окрестностей казачьи и пехотные отряды, включая подкрепление из станицы Удобной, не были достаточно многочисленны, чтобы отбить добычу. Ситуация изменилась после прибытия на место событий двух сотен из Отрадной во главе с Семёнкиным и других частей бригады из станицы Сторожевой под началом войскового старшины С. А. Венеровского, командира 2-го Урупского полка. По итогам преследования неприятеля его силы были рассеяны, а большая часть скота отбита обратно (в ущелье реки Кува).
Мы стояли на горе,

На зелёной на траве.

Гей, гей, урупцы,

Храбрые вы молодцы!

Идёт Семёнкин наш в поход,

За собою нас ведёт.

Гей, гей, урупцы,

Храбрые вы молодцы!

Едет Семёнкин к нам в бурке,

Мы пьём водку, едим булки.

Мы пойдёмте, братцы, в горы,

Мы заслужим там Егорий.

— Ради Бога вас прошу:

Не ходите вы в корчму,

Вы одну-то треть пропьёте,

За другой ко мне придёте.

У вас коней нечем ковать

И чувяки подлатать.

— Мы попорем чепраки,

Подлатаем чувяки,

Остры шашки поломаем,

Добрых коней подкуём.

Говорят, Семёнкин злой,

А он батюшка родной:

Он по локоть отдерёт

Да под суд не отдаёт.

Гей, гей, урупцы,

Храбрые вы молодцы!
В 1860 году Евпл Филиппович Семёнкин возглавил сводный Урупский отряд для строительства на реке Уруп ещё одной станицы — Преградной, и лично руководил строительством с апреля 1860-го по январь 1861 года. При разделении Кавказского линейного казачьего войска в 1861 году на Терское и Кубанское войско Семёнкин был причислен к последнему, оставшись командиром бригады, которая при переформировании сменила номер (вместо 3-й стала 5-й). В самом начале 1861 года, 6 января, награждён орденом Святого Владимира 4-й степени с мечами и бантом за выслугу лет (в одном из источников конца 1860-х годов утверждается, что орден был вручён за победу над превосходящими силами горцев в стычке 17 мая 1858 года).
С 1 по 4 марта 1862 года колонна войск под командованием Семёнкина осуществляла охрану мирных жителей двух темиргоевских аулов, которые находились на месте строительства будущей станицы Белореченской, в ходе их переселения на Лабу. 4 марта часть сборной казачьей сотни станиц Темиргоевской и Воздвиженской оказалась окружена большим числом немирных горцев, перешедших с левого берега Белой на правый. От разгрома отряд был спасён благодаря подходу колонны Семёнкина и кавалерии от Ханского брода. Имеются данные, что в 1862 году, после получения чина полковника (20 марта), Семёнкин мог быть награждён орденом Святого Станислава 2-й степени с императорской короной (27 ноября). В том же году он получил знак отличия беспорочной службы за XV лет.
В 1863 году генерал-адъютант граф Н. И. Евдокимов, начальник Кубанской области, и генерал-губернатор Кутаисской губернии генерал-лейтенант князь Д. И. Святополк-Мирский согласовали идею демонстрационного похода особого летучего отряда от передовых южных станиц Урупской бригады, располагавшихся к северу от Главного Кавказского хребта, на южный его склон — в Абхазию, в целях укрепления покорности абхазского населения. В состав отряда было назначено по одной сотне из 5-й и 7-й бригад Кубанского казачьего войска, а также небольшая команда милиции. Возглавил отряд командир 5-й бригады полковник Семёнкин. По утверждению историка Урупской бригады есаула М. И. Санькова, это был первый в этих местах поход на юг от хребта.
30 августа 1863 года отряд выступил из станицы Сторожевой. 2 сентября он с большим трудом прошёл через Марухский перевал. Фураж для лошадей и провиант для людей переносился вручную, так как лошади преодолевали подъёмы и спуски, выбиваясь из сил, теряя подковы, падая на льду ледников, срываясь с обрывов и убиваясь насмерть. Затем отряд перешёл в ущелье реки Амткел, двигаясь по поросшим лесом склонам возвышающихся над рекой хребтов. На последнем отрезке пути лошади страдали от битых камней горной тропы и отсутствия подножного корма. Наконец, 5 сентября отряд вышел к Цебельдинскому укреплению (в области Цебельда). 7 сентября полковник, оставив своих людей в Цебельде, побывал в Сухуме. 15-22 сентября, не встречая сопротивления со стороны местного населения (в источнике в связи с походом Семёнкина упоминаются ахчипсхувцы, аибга и цвыджи), отряд вернулся тем же путём обратно.
В следующем 1864 году Евпл Семёнкин вновь был в Абхазии — в составе Мало-Лабинского отряда полковника барона С. И. Нолькена, находившегося в оперативном подчинении командующего войсками в Абхазии генерал-майора П. Н. Шатилова. Полковнику Семёнкину, имевшему под своей командой кавалерию, отряд милиции и батальон пехоты, было предписано обследовать псхувские аулы, оставленные жителями в процессе переселения в Османскую империю, и сжечь жилища. 17 октября 1865 года ему пожалован в вечное владение участок земли в 1084 десятины (210 квадратных саженей) между реками Кубань и Аушедз (впоследствии — территория Темрюкского уезда). В 1868 году он получил императорскую корону к ордену Святой Анны 2-й степени.
Будучи командиром казачьей бригады, Е. Ф. Семёнкин занимался не только военными вопросами, но и регулированием хозяйственно-экономической жизни в подведомственных ему поселениях. Например, М. И. Саньков указывал, что в марте 1869 года Семёнкин предложил станичным начальникам и представителям станичных обществ для более рационального использования земли ввести четырёх- и пятипольную систему севооборота, с последующим делением всех участков на паи пропорционально числу взрослых мужчин в станицах. Часть земли при этом оставлялась свободной для отдачи в аренду, из этого же резерва предполагалось формировать паи при увеличении численности населения станиц. «Настойчивость полковника Семёнкина в этом весьма важном деле дала первый толчок благоразумному пользованию землёю, безобидно богатому и бедному жителю», — писал М. И. Саньков.
Вершиной военной карьеры Евпла Семёнкина стал пост военного атамана Майкопского уезда Кубанской области, на который он был назначен 1 января 1870 года. 15 января 1870 года был произведён в генерал-майоры (старшинство в этом чине установлено с 30 августа 1870 года). В том же году он получил орден Святого Владимира 3-й степени с мечами, в 1873 году — орден Святого Станислава 1-й степени. В годы русско-турецкой войны 1877—1878 годов начальствовал над войсками Майкопского уезда.
Оставил должность военного атамана 24 июня 1879 года, после чего числился в Кубанском казачьем войске. 30 августа 1879 года был награждён орденом Святой Анны 1-й степени. Впоследствии также получил орден Святого Владимира 2-й степени (1883) и знак отличия «XL лет беспорочной службы» (1884). Скончался 15 января 1895 года в чине генерал-лейтенанта, полученном при выходе в отставку.

### Личная жизнь
Был женат на дочери войскового старшины Харитине Ефимовне Фроловой, уроженке Червлённой старообрядческого вероисповедания, от которой имел дочерей — Надежду (родилась 11 сентября 1848 года), Фёклу (родилась 22 сентября 1850 года) и Анну (родилась 9 декабря 1855 года), воспитанных в старообрядчестве (поповского согласия, приемлющего священство). В источниках упоминаются также две другие дочери генерала Семёнкина — Евдокия (1838—1891), жена генерал-майора Ф. Ф. Федюшкина, героя сражения при реке Валерик и земляка Евпла Филипповича, и Евфросинья, в замужестве Старосельская. Ещё одна дочь — в замужестве Тумковская. Всего у Семёнкина было 6 дочерей. Мужского потомства генерал не оставил.
В одной из краеведческих работ начала XX века приведено описание «славных ран», которые имел Евпл Филиппович Семёнкин: «Одна пуля пронзила его насквозь, другая раздробила большой палец правой руки, оторвав часть пальца с ногтем, а третья ударила в правый бок, между 9 и 10 грудными рёбрами, но, к счастью, только контузила».
Кроме земельного участка в Темрюкском отделе, имел два деревянных дома и два виноградника в Червлённой, а также деревянный дом со всеми службами в Майкопе. После отставки проживал на территории Кавказских Минеральных Вод, где и умер. Похоронен в Ессентуках, в ограде церкви Святого Николая Чудотворца, рядом с зятем генералом Ф. Ф. Федюшкиным.

## Награды
- Орден Святой Анны 3-й ст. с бантом (1846)
- Орден Святой Анны 2-й ст. (1852)
- Золотое оружие «За храбрость» (1855)
- Орден Святого Владимира 4-й ст. с мечами и бантом (1860)
- Орден Святого Станислава 2-й ст. с императорской короной (1862)[25][комм 4]
- Императорская корона к ордену Святой Анны 2-й ст. с мечами[5] (1868)
- Орден Святого Владимира 3-й ст. с мечами (1870)
- Орден Святого Станислава 1-й ст. (1873)
- Орден Святой Анны 1-й ст. (1879)
- Орден Святого Владимира 2-й ст. (1883)[11]